# 12 Mile Road–Kalamazoo River Bridge
Die 12 Mile Road–Kalamazoo River Bridge, auch bekannt als State Reward Bridge No. 53, ist eine Bogenbrücke aus Stahlbeton mit geschlossenen Spandrillen in Ceresco, Michigan. Sie führt die 12 Mile Road über den Kalamazoo River. Die 1920 erbaute Brücke wurde am 22. Dezember 1999 in das National Register of Historic Places aufgenommen.

## Geschichte
Die Pläne für die Brücke wurden vom Michigan State Highway Department anhand von Standardplänen erstellt. Das Bauwerk wurde 1920 durch das Calhoun County als State Reward Bridge No. 53 erbaut. Den Auftrag zur Errichtung der Brücke erhielten L. Smith, H.A. Nichols und M.C. Nichols aus Hastings, Michigan, welche am 11. März des Jahres ein Angebot in Höhe von 25.175 US-Dollar eingereicht hatten. Die Baukosten beliefen sich schließlich auf 35.070 US-Dollar und wurden zur Hälfte durch den Bundesstaat Michigan bezahlt.
Die Brücke wurde aufgrund ihrer historischen Integrität und als gutes Beispiel für eine Stahlbetonbogenbrücke mit geschlossenen Zwickeln in das National Register aufgenommen. Die ebenfalls im Calhoun County liegende 23 Mile Road–Kalamazoo River Bridge wurde am selben Tag dem Register hinzugefügt.

## Design und Lage
Die Brücke befindet sich in Ceresco, flussabwärts und damit westlich eines Staudamms gelegen. Sie verfügt über zwei Spannen und ist 44,5 m lang. Die Zwickel der Bogenbrücke sind geschlossen, und die Bögen werden durch elliptische Tonnengewölbe gebildet und von einem gemauerten Gurtgesims abgeschlossen. Die Brüstung der Brücke ist aus Beton und mit zehn Einbuchtungen versehen. An den Ecken und in der Mitte der Geländer befinden sich Lampenpfosten, ebenso aus Beton, an der nordwestlichen und der südöstlichen Ecke des Bauwerks sind Namenstafeln angebracht.

## Belege
1. ↑  12 Mile Rd. / Kalamazoo River. In: Historic Bridges. Michigan Department of Transportation, abgerufen am 1. November 2013 (englisch).
2. 1 2  12 Mile Road/Kalamazoo River Bridge. In: State Historic Preservation Office. Michigan State Housing Development Authority, archiviert vom Original am 3. November 2013; abgerufen am 1. November 2013 (englisch).
3. ↑  Weekly List of Actions Taken on Properties: 12/20/99 Through 12/23/99. In: National Register of Historic Places. National Park Service, abgerufen am 1. November 2013 (englisch).